# Vụ tấn công Kashgar 2008
Sáng Thứ Hai, 4 tháng 8 năm 2008, một vụ tấn công khủng bố đã xảy ra tại một đồn biên phòng thuộc thành phố Kashgar, thuộc khu vực Tân Cương của Trung Quốc, làm ít nhất 16 người thiệt mạng và 16 người bị thương.

## Bối cảnh
Ban an ninh khu vực đã nhận được thông tin tình báo nói rằng Phong trào Hồi giáo Đông Turkistan đã lên kế hoạch các vụ tấn công khủng bố từ ngày 1 đến 8/8, ngay trước thềm Thế vận hội Bắc Kinh.

## Chi tiết
Vụ tấn công xảy ra ngay trước khách sạn Yiquan, cách đồn biên phòng Kashgar khoảng 200 mét vào khoảng 8 giờ sáng giờ địa phương. Khi đó, 70 cảnh sát đang chạy bộ trong giờ tập thể dục buổi sáng. Hai người đàn ông, tuổi 28 và 33, đã lái một chiếc xe ben lao vào nhóm cảnh sát chạy bộ qua khách sạn. Sau đó họ đã lao ra khỏi xe, ném chất nổ và tấn công các cảnh sát bằng dao.
Có 14 cảnh sát đã thiệt mạng ngay tại hiện trường và 2 người chết trên đường tới bệnh viện, 16 người khác bị thương và được điều trị. Tuy nhiên, trong số những người bị thương và thiệt mạng không có ai là dân thường. Hai kẻ tấn công đã bị bắt, một trong 2 tên này bị thương nặng. Cảnh sát đã tìm thấy khoảng 10 thiết bị nổ tự chế, một súng ngắn và bốn con dao trên chiếc xe ben.

## Phản ứng
Vụ tấn công tại thành phố cực tây của Trung Quốc - giáp biên giới với Kyrgyzstan, Tajikistan, Afghanistan và Pakistan, xảy ra chỉ 4 ngày trước khi Thế vận hội Bắc Kinh 2008 khai mạc, khiến các lực lượng an ninh trên khắp đất nước phải nâng mức cảnh báo. Tại thủ đô Bắc Kinh, Ủy ban Thế vận hội Quốc tế nói các nhà chức trách Trung Quốc làm tất cả những gì có thể để kỳ Thế vận hội diễn ra an toàn.